# Al-Kufrajn
Al-Kufrajn (arab. الكفرين) – miejscowość w Syrii, w muhafazie Damaszek. W 2004 roku liczyła 3824 mieszkańców.